# Mediolanum (toponimo)

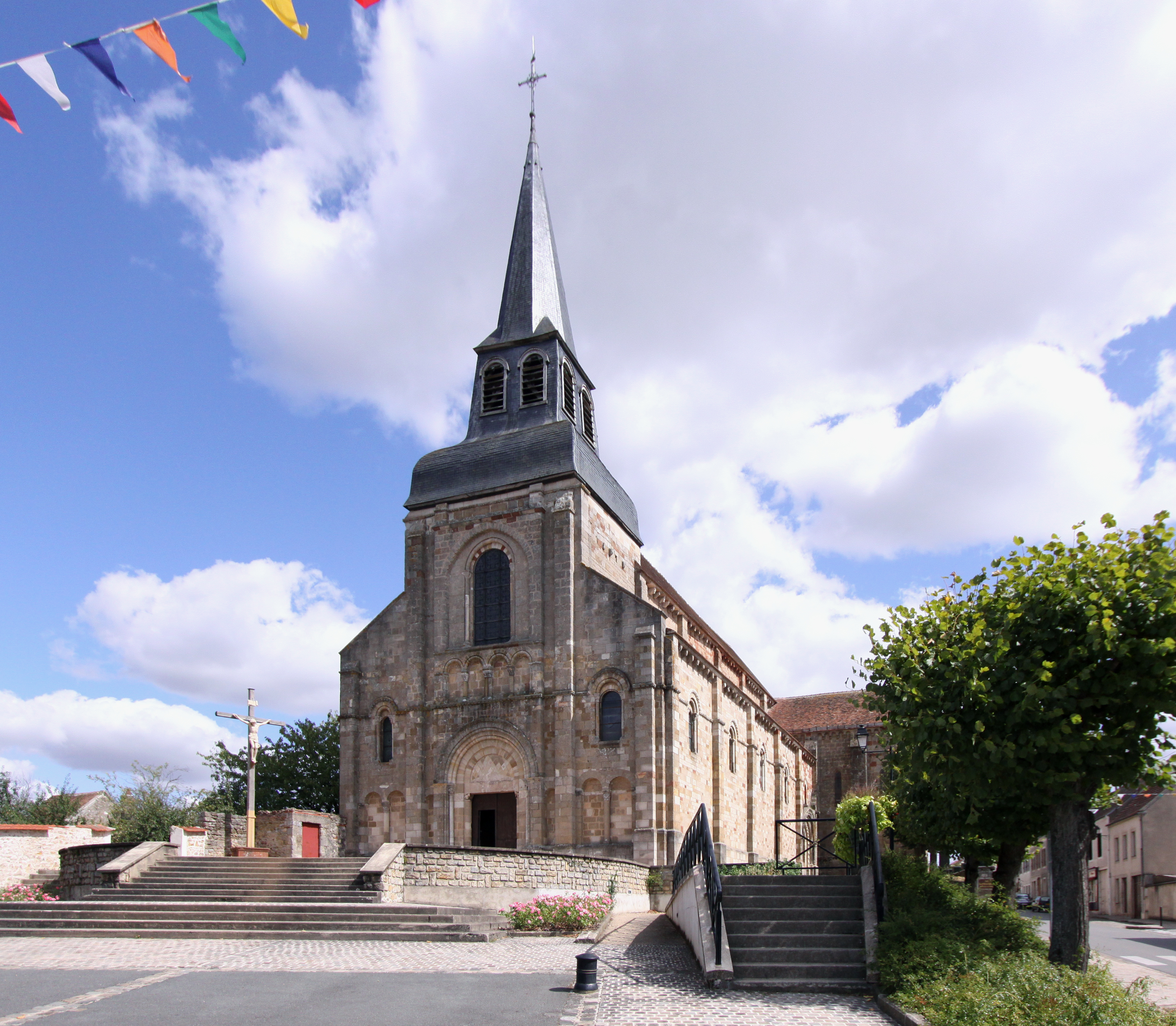
Panorama di Châteaumeillant, comune francese della regione del Centro-Valle della Loira, anticamente conosciuto come Mediolanum Aulercorum

Mediolanum era un toponimo celtico tramandato in questa forma presso gli scrittori latini e come Mediólanon presso quelli greci. In epoca romana questo toponimo era diffuso tra gli oppida della Gallia Transalpina, della Gallia Narbonense e della Gallia Cisalpina, e ancor oggi molte località francesi hanno un nome che risale a questa antica denominazione. 
La città lombarda di Milano, un tempo appartenente alla Gallia Cisalpina, è tra le località che hanno portato anticamente questo toponimo. 
Un'attestazione epigrafica del nome di Milano nella lingua celtica locale è presente in un graffito ritrovato su un tratto delle mura romane di Milano, dove si legge Meśiolano tracciato in un alfabeto etrusco settentrionale (con o), come nella generalità delle iscrizioni galliche. Il simbolo trascritto ś è qui usato per rappresentare una /d/ etimologica, come mostrano altri usi di tale simbolo in celtico, oltre al fatto che questo stesso segno ᛞ in runico ha precisamente il valore di /d/.

## Etimologia

L'antica Milano romana (Mediolanum) sovrapposta alla Milano moderna. Il rettangolo più chiaro al centro, leggermente sulla destra, rappresenta la moderna piazza del Duomo, mentre il moderno Castello Sforzesco si trova in alto a sinistra, appena fuori dal tracciato delle mura romane di Milano

Nel toponimo Mediolanum i linguisti riconoscono, tradizionalmente, un termine composto formato dalle parole medio e (p)lanum, ovvero "in mezzo alla pianura" o "pianura di mezzo", con *planum divenuto lanum per influsso della lingua celtica. Indicativa è infatti la caduta della p- di inizio di parola, che è tipico della parlata celtica. 
Benché si conosca la forma celtica del nome, non molto dissimile dal Mediolanum delle fonti latine, alcuni scritti non specialistici ipotizzano un termine Medhelan, peraltro privo di qualunque attestazione. Esso avrebbe il significato di "in mezzo alla pianura" oppure di "luogo fra corsi d'acqua"; altre ipotesi individuano invece il significato di "santuario centrale" (in cui il secondo termine del composto sarebbe lanon = "santuario") oppure in "terra fertile" (celt. med = "fertile"; land o lan = "terra").
Secondo gli studiosi che individuano il significato del termine Mediolanum in "santuario centrale", come lo storico francese Henri Martin e il linguista Christian Guyonvarc, sarebbe chiaro un richiamo all'ipotetica presenza di un importante luogo di culto celtico di riferimento per l'intera zona. La traduzione "pianura del centro" sarebbe, a parer loro, errata perché alcuni dei toponimi identici a questo riguardano località poste su alture e non in pianura. Studi successivi hanno poi considerato plausibile tale ipotesi, che fu proposta per la prima volta proprio da Henri Martin nel XIX secolo. La tesi non è riconosciuta da tutti gli studiosi perché più località con tale nome ed etimologia si trovano nel medesimo territorio (in questo modo verrebbe meno la centralità assoluta di una località specifica, da cui avrebbe senso definire questo insediamento strettamente "in mezzo alla pianura"): tre per esempio erano nel territorio degli Ambiani, degli Allobrogi, degli Edui e dei Segusiavi, e due in quello dei Biturigi e degli Ausci.

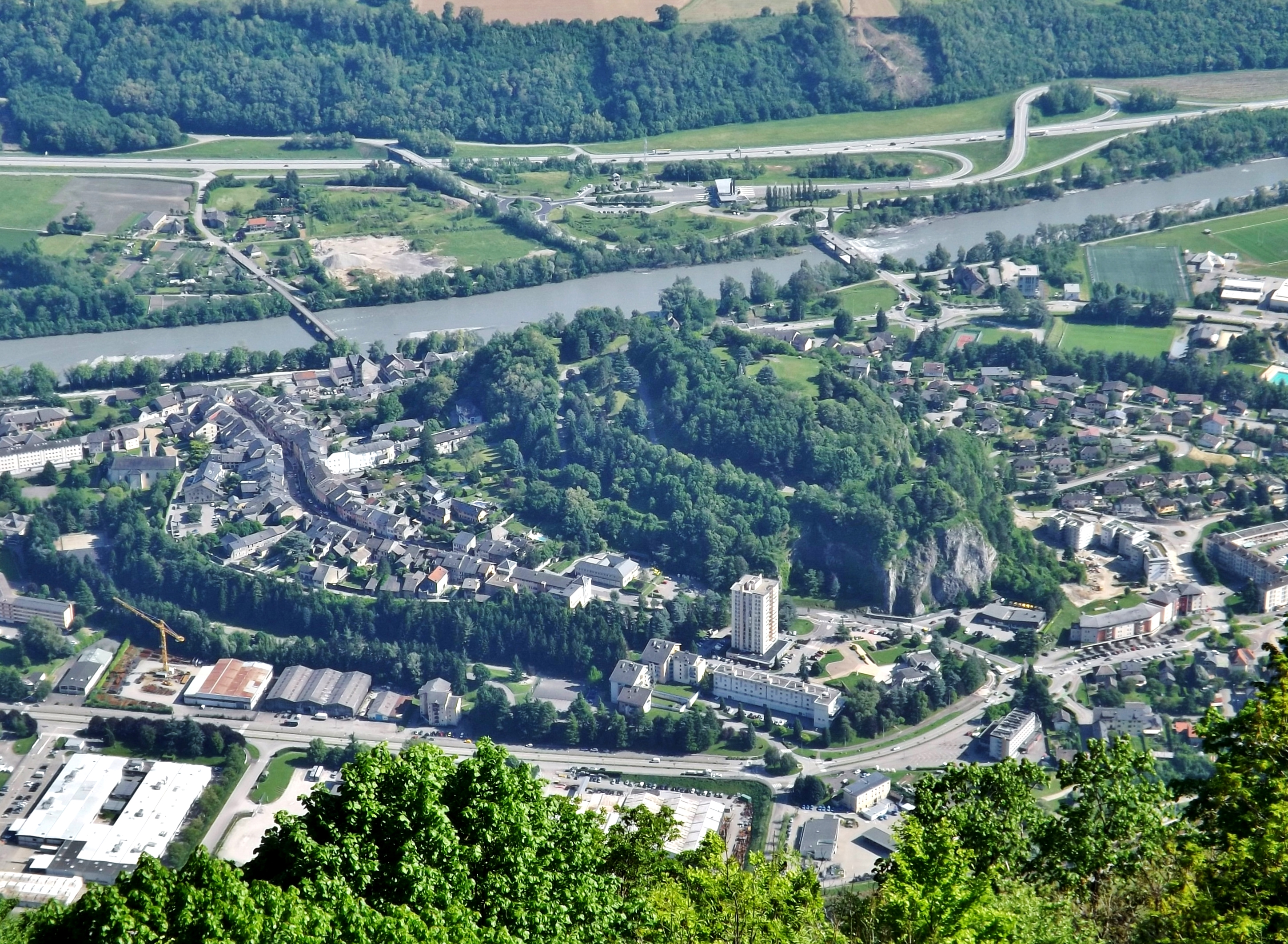
Veduta aerea di Montmélian, comune francese della Savoia, altro moderno insediamento anticamente chiamato Mediolanum

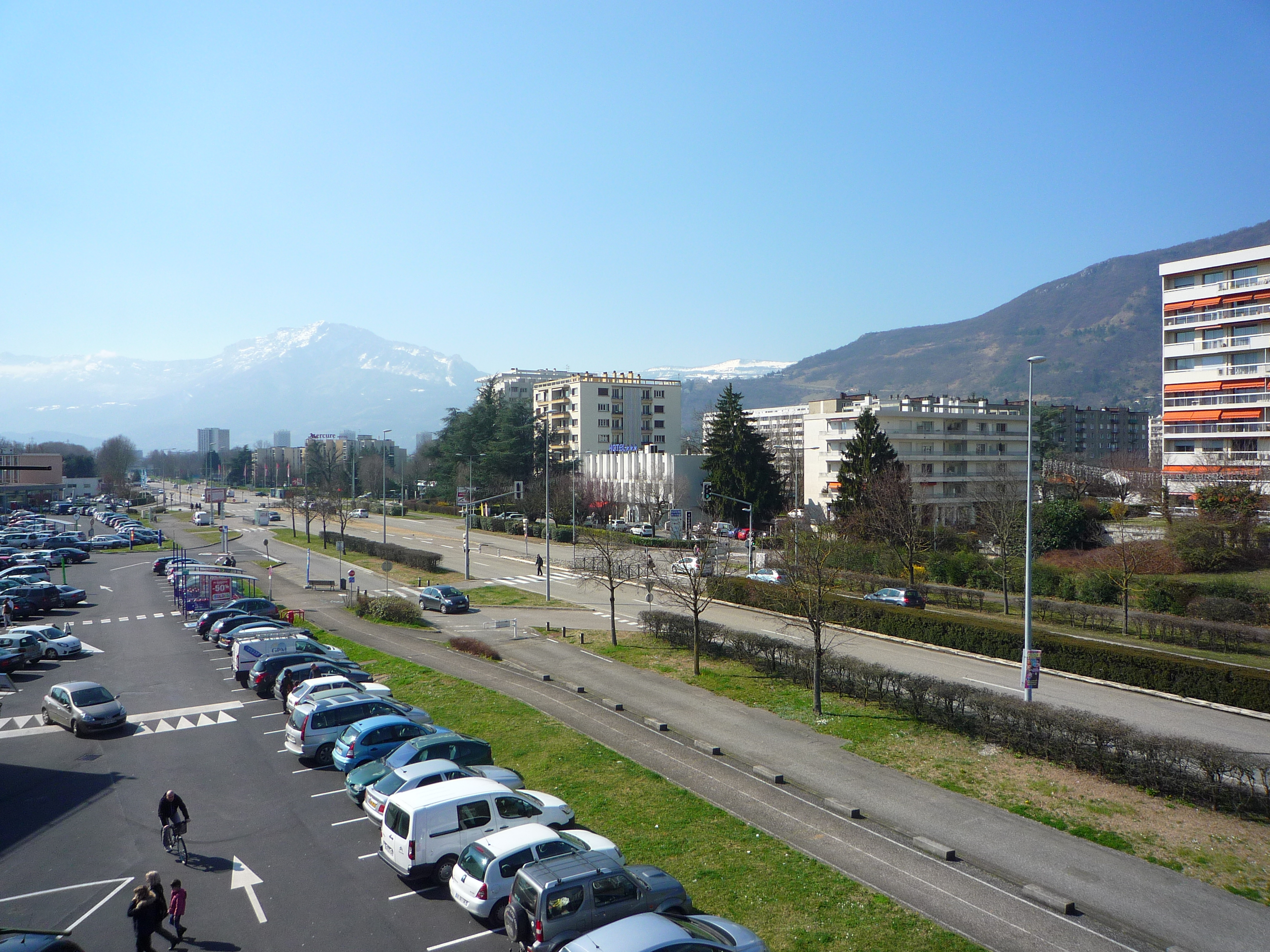
Scorcio di Meylan, comune francese dell'Alvernia-Rodano-Alpi, anch'esso anticamente chiamato Mediolanum

## Lista delle Mediolanum nell'Europa celtica
Esempi località moderne di origine celtica aventi come toponimo antico Mediolanum sono:

### Accertati

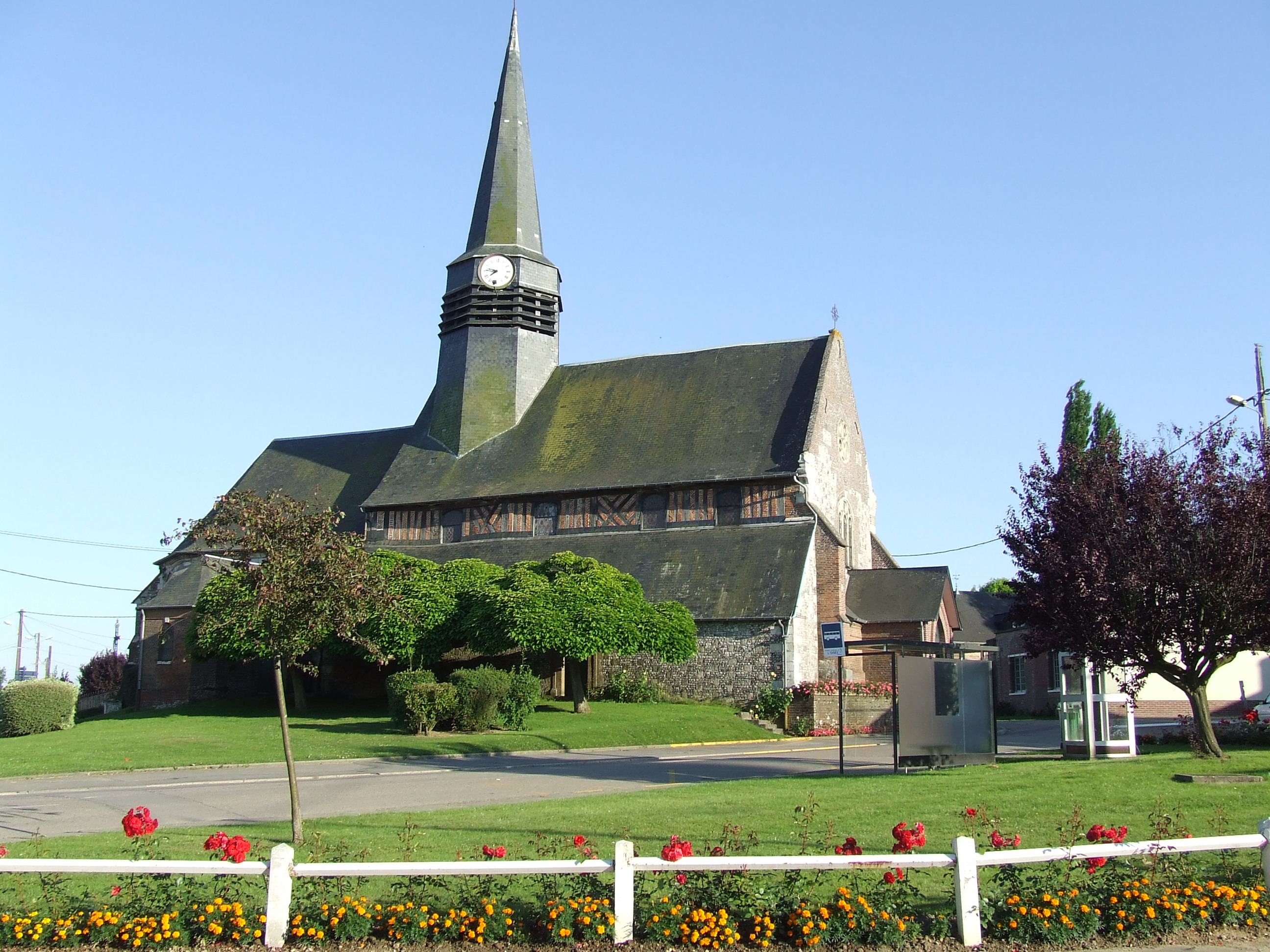
Moliens, comune francese dell'Alta Francia, conosciuto in antichità come Belvacensi Mediolanas

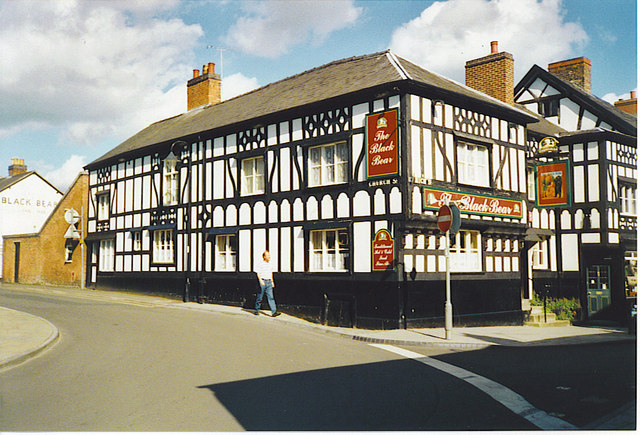
Whitchurch, paese dello Shropshire, in Inghilterra, conosciuto in antichità come Mediolanum

- Châteaumeillant, comune francese del Centro-Valle della Loira. Fondato dalla tribù dei Celti Biturigi. Nomi antichi sui documenti: Mediolanum Biturigum nel IV secolo; ad Mediolanensium castrum nel VI secolo; foedum Castelli Meillanti nel 1196.
- Évreux, comune francese della Normandia. Fondato dalla tribù dei Celti Aulerci. Nomi antichi sui documenti: Mediolanum Aulercorum Eborovicum nel 400; Veteres Eboroicae Aulerci nel 1195.
- Le Miolan, comune francese dell'Alvernia-Rodano-Alpi. Fondato dalla tribù dei Celti Segusiavi. Nomi antichi sui documenti: Mediolano.
- Mâlain, comune francese della Borgogna-Franca Contea. Fondato dalla tribù dei Celti Mandubi. Nomi antichi sui documenti: Mediolanum nel 865, nel 870, nel 1005 e nel 1075; Meilano e Meilanum nel 1131; Meillan nel 1147; Mediolani nel 1157; Meelan nel 1164; Moelaen e Maelen nel 1191; Maalain nel 1392.
- Medelingen, presso Neumagen. Nomi antichi sui documenti: Mediolanum castellum nel VI secolo.
- Meilhan-sur-Garonne, comune francese della Nuova Aquitania. Fondato dalla tribù dei Celti Basaboiati. Nomi antichi sui documenti: apud Milhan nel 1280.
- Meylan, comune francese della dell'Alvernia-Rodano-Alpi. Fondato dalla tribù dei Celti Sagalauni. Nomi antichi sui documenti: Mediolano nel 1101.
- Milano, comune italiano della Lombardia. Fondato dalla tribù del Celti insubri. Nomi antichi sui documenti: Mediolanum.
- Miolans, comune francese dell'Alvernia-Rodano-Alpi. Nomi antichi sui documenti: Meiolanum nel 1014; de Miolano nel 1080; Mediolani alla fine del XI secolo; de Meolano nel 1081; in castro Mediolano nel 1083; Villa Meiolanis nel 1100.
- Moëslains, comune francese del Grand Est. Nomi antichi sui documenti: castrum Mediolanense nel 1062 e nel 1107; Melianum nel 1072 e nel 1082; Meillan nel 1140; Moelem nel 1170; Mellain nel 1172; Moeleun nel 1189; Maalain e Moelin nel 1200; Moielan nel 1204; Molen nel 1230; Moielain nel 1240; Moyelans nel 1301; Moelain nel 1304.
- Moislains, comune francese della Somme. Fondato dalla tribù dei Celti Vermandi. Nomi antichi sui documenti: Mediolana nel 673; in pago Vermandensi Mediolanos nel XI secolo; Mediolanas nel XI secolo; Meulanum nel 1080; villa de Melanis nel 1100; Moilins nel 1145.
- Molain, comune francese dell'Alta Francia. Fondato dalla tribù dei Celti Suessioni. Nomi antichi sui documenti: Mediolanis nel 1179; villa Mediolani nel 1179; Moylains nel 1220; Moslain nel 1611.
- Molain, comune francese della Borgogna-Franca Contea. Fondato dalla tribù dei Celti Ambarni. Nomi antichi sui documenti: Mediolanum nel 1029; Mediolanis e Meolain nel 1069; Molanus nel 1116.
- Moliens, comune francese dell'Alta Francia. Fondato dalla tribù dei Celti Bellovaci. Nomi antichi sui documenti: in pago Belvacensi Mediolanas nel 867 e nell'890.
- Molliens-au-Bois, comune francese dell'Alta Francia. Fondato dalla tribù dei Celti Atrebati (chiamati anche Celti Ambiani). Nomi antichi sui documenti: Mediolanum fino al VII secolo; Moiliens nel 1079; Moliens nel 1155; Moylines nel 1247.
- Saintes, comune francese della Nuova Aquitania. Fondato dalla tribù dei Celti Santoni. Nomi antichi sui documenti: Mediolanum Santonum nel IV secolo.
- Whitchurch, sobborgo di Cardiff, nel Galles. Fondato dalla tribù dei Celti Cornovi. Nomi antichi sui documenti: Mediolanum.
- Whitchurch, paese dello Shropshire, in Inghilterra. Fondato dalla tribù dei Celti Cornovi. Nomi antichi sui documenti: Mediolanum.

### Probabili
- Cae Gaer, forte romano dei monti Pumlumon, nel Galles.
- Maulan, comune francese del Grand Est. Fondato dalla tribù dei Celti Catalauni. Nomi antichi sui documenti: Moillien nel 1266; Mollaim nel 1274
- Meilen, comune svizzero del Canton Zurigo.
- Meilhan, comune francese dell'Occitania.
- Meilhan, comune francese della Nuova Aquitania.
- Meilhan-sur-Garonne, comune francese della Nuova Aquitania.
- Meilhaud, comune francese dell'Alvernia-Rodano-Alpi. Nomi antichi sui documenti: Melhan nel 1340.
- Meillant, comune francese del Centro-Valle della Loira.
- Méolans-Revel, comune francese della Provenza-Alpi-Costa Azzurra. Fondato dalla tribù dei Celti Vocontii. Nomi antichi sui documenti: de Meolano nel 1126; Medulano nel 1199; Mulano nel 1200; Miolans nel 1212; Miolan nel 1219; Meaulo nel 1222; de Meolans nel 1242.
- Metelen, comune tedesco della Renania Settentrionale-Vestfalia. Fondato dalla tribù dei Celti Bructeri.
- Meulan-en-Yvelines, comune francese dell'Île-de-France. Nomi antichi sui documenti: agro Meolanense nel 909.
- Montmélian, comune francese dell'Alvernia-Rodano-Alpi. Nomi antichi sui documenti: Mediolano e Mons Melianti nel 1185.
- Tomen y Mur, sito archeologico del Galles nord-occidentale. Fondato dalla tribù dei Celti Ordovici.